# Прапор Берестя
Прапор Берестя — прапор міста Берестя Берестейської області. Затверджений Указом Президента Республіки Білорусь від 2 грудня 2008 р. № 659.

## Опис
Прапор Берестя являє собою прямокутне полотнище із співвідношенням сторін 1: 2, що складається з трьох рівновеликих прямовисних смуг: двох блакитного кольору, розташованих по краях, і центральної смуги білого кольору, на якій зображений герб міста Берестя.